# Hallstahammars kommunala realskola
Hallstahammars kommunala realskola var en realskola i Hallstahammar verksam från 1952 till 1960.

## Historia
Skolan inrättades som en högre folkskola 1948, som 1 januari 1952 ombildades till en kommunal mellanskola, vilken 1 juli 1952 ombildades till Hallstahammars kommunala realskola.
Realexamen gavs från 1952 till 1960.